# Osokino (obwód królewiecki)
Osokino (ros. Осокино) – osiedle w Rosji, w obwodzie królewieckim, w rejonie bagrationowskim. W 2010 liczyło 86 mieszkańców.